# Selat Panjang Kota
Selat Panjang Kota is een bestuurslaag in het regentschap Meranti-eilanden van de provincie Riau, Indonesië. Selat Panjang Kota telt 10.340 inwoners (volkstelling 2010).